# Roberto Vieri
Roberto "Bob" Vieri (ur. 14 lutego 1946) to były włoski piłkarz występujący na pozycji napastnika. W ciągu swojej piłkarskiej kariery występował w kilku włoskich i australijskich klubach, w sumie zaś rozegrał blisko 300 spotkań i zdobył ponad 50 goli.

## Życie osobiste
Vieri urodził się w Prato. Jego synowie, Christian i Max także wybrali piłkę nożną jako swój zawód. Pierwszy z nich występował w reprezentacji Włoch, drugi zaś w reprezentacji Australii.

## Kariera
Vieri rozpoczął swoją karierę w młodzieżowym zespole Fiorentiny, zaś sezon 1964/65 spędził na wypożyczeniu w drużynie Prato. W klubie tym rozegrał 24 spotkania, w których zdobył 11 bramek, co spowodowało, że jego osobą zainteresowała się występująca wówczas w Serie B UC Sampdoria. Wraz z Sampdorią awansował do Serie A, jednakże przed sezonem 1969/70 przeniósł się do Juventusu. Klub z Turynu zapłacił za niego 8000 milionów lirów oraz oddał do poprzedniego klubu Vieriego Francesco Moriniego i Romeo Benettiego. Kolejnymi klubami Włocha były AS Roma oraz Bologna FC. W 1977 roku napastnik opuścił ojczysty kraj i podpisał kontrakt z australijskim Marconi Stallions, gdzie (z przerwą na roczną grę dla Prato) występował do 1982 roku.

### Sukcesy
- Puchar Mitropa:
  - 1966 (z Fiorentiną)
- Puchar Włoch:
  - 1973/74 (z Bologną)